# Kike Márquez
Enrique Márquez Climent (Sanlúcar de Barrameda, Cádiz, Andalucía, España, 23 de julio de 1989), más conocido como Kike Márquez, es un futbolista español que juega en la posición de delantero y su equipo es el Zamora C. F. de la Primera Federación de España.

## Trayectoria
Empezó su carrera el Atlético Sanluqueño, equipo del que también formó parte en sus categorías inferiores. En 2007 se marchó al Villarreal C. F., que lo incorporó a su equipo juvenil. Después se fue a la U. D. Almería "B", con la que consiguió el ascenso a Segunda División B.
Tras dos años en el filial almeriense, fichó esta vez por el Recreativo de Huelva B, donde coincidió con su entrenador en Almería, Carlos Ríos. Llegó a debutar con el primer equipo, pero se marchó un año después a otro filial, el Real Betis Balompié "B", con el que debutó en Segunda División B. Al acabar la temporada se fue al Getafe C. F., realizando la pretemporada con el primer equipo, pero abandonó el equipo madrileño antes del cierre del mercado para regresar al Atlético Sanluqueño.
Entre 2013 y 2016 jugó para el Cádiz C. F., que lo cedió durante un tiempo al Racing Club de Ferrol, y la temporada 2016-17 llegó al Marbella F. C. Marcó 14 tantos con el equipo marbellí antes de recalar en el Extremadura Unión Deportiva para afrontar la campaña 2017-18.
Con el conjunto extremeño consiguieron el ascenso a la Segunda División en su primer año y llegó a ser el capitán del equipo en las cuatro temporadas y media que estuvo. 
El 28 de diciembre de 2021 abandonó el club por los problemas económicos que este tenía y, ese mismo día, firmó por el Albacete Balompié hasta junio de 2023. Ayudó con ocho goles en la segunda parte de la temporada al ascenso del club manchego a la Segunda División, marchándose el 1 de julio de 2022 al Córdoba C. F. Con este equipo consiguió otro ascenso a la categoría de plata en su segunda campaña. Tras la misma se fue y en julio de 2024 se unió al Zamora C. F.

## Clubes
| Club                           | País   | Año       |
| ------------------------------ | ------ | --------- |
| Atlético Sanluqueño C. F.      | España | 2007      |
| U. D. Almería "B"              | España | 2008-2010 |
| R. C. Recreativo de Huelva "B" | España | 2010-2011 |
| Real Betis Balompié "B"        | España | 2011-2012 |
| Atlético Sanluqueño C. F.      | España | 2012-2013 |
| Cádiz C. F.                    | España | 2013-2016 |
| Racing Club de Ferrol (cedido) | España | 2016      |
| Marbella F. C.                 | España | 2016-2017 |
| Extremadura U. D.              | España | 2017-2021 |
| Albacete Balompié              | España | 2022      |
| Córdoba C. F.                  | España | 2022-2024 |
| Zamora C. F.                   | España | 2024-     |

|  |  |  |  |
|  |  |  |  |
|  |  |  |  |